# Arrondissement Digne-les-Bains
Arrondissement Digne-les-Bains je francouzský arrondissement ležící v departementu Alpes-de-Haute-Provence v regionu Provence-Alpes-Côte d'Azur. Člení se dále na 10 kantonů a 65 obcí.

## Kantony
- Barrême
- Digne-les-Bains-Est
- Digne-les-Bains-Ouest
- La Javie
- Les Mées
- Mézel
- Moustiers-Sainte-Marie
- Riez
- Seyne
- Valensole